# (34480) 2000 SW121
2000 SW121 (asteroide 34480) é um asteroide da cintura principal. Possui uma excentricidade de 0.12845710 e uma inclinação de 18.36373º.
Este asteroide foi descoberto no dia 24 de setembro de 2000 por LINEAR em Socorro.